# Левонян, Вайк Амаякович
Вайк Амаякович Левонян (15 июня 1923 — 24 июля 1945) — участник Великой Отечественной войны, старший сержант.

## Биография
Родился Вайк Левонян 15 июня 1923 года в селе Гнишик Даралагезского уезда Армянской ССР в армянской семье крестьянина. После окончания сельской школы поступил в Ереванский педагогический техникум, который с отличием окончил в 1940 году.
В декабре 1941 года был призван в Красную Армию, после кратковременного обучения был направлен на фронт. Принимал участие в боях с фашистами в звании старшего сержанта и должности командира орудия 530-го истребительно-противотанкового артиллерийского полка (28-я армия, 1-й Украинский фронт). В 1943 году, предварительно подав заявление, становится членом ВКП(б).
Особо отличился Вайк Левонян 30 апреля 1945 года в боях за расположенную чуть южнее Берлина деревню Куммерсдорф. Когда расчёт орудия был окружён противником, старший сержант организовал круговую оборону, в ходе которой отразил более 10 вражеских атак. Когда закончились боеприпасы, Вайк Левонян поднял расчёт в рукопашный бой и вывел его из окружения.
Погиб Вайк Амаякович Левонян 24 июля 1945 года при выполнении задания командования, похоронен в городе Слуцк Минской области (ныне Республика Беларусь).
Указом Президиума Верховного Совета СССР от 27 июня 1945 года за образцовое выполнение боевых заданий командования на фронте борьбы с немецко-фашистским захватчиками и проявленные при этом мужество и героизм старшему сержанту Левоняну Вайку Амаяковичу присвоено звание Героя Советского Союза.

## Память

Могила Вайка Амаяковича Левоняна на Слуцком городском кладбище.

- В посёлке Арпи Вайоцдзорской области Армении перед школой установлен бюст Героя.
- Его именем названы улицы в городах Слуцк и Ехегнадзор.

## Награды
- Герой Советского Союза;
- орден Ленина;
- орден Красной Звезды;
- орден Славы 3 степени;
- медали.